# Enfield (Connecticut)
Enfield város az USA Connecticut államában, Hartford megyében. Lakosainak száma 42 141 fő (2020. április 1.).

## Népesség
A település népességének változása:

| 2010 | 44 654 |
| 2020 | 42 141 |